# Costa de Mosquitos
La costa de Mosquitos, también llamada Mosquitia, es una región histórica y geocultural a lo largo de la costa occidental del Mar Caribe en América Central, tradicionalmente descrita como extendida desde Cabo Camarón hasta el Río Chagres.

## Historia
Antes de la llegada de los europeos, esta costa estaba poblada por pueblos indígenas que hablaban lenguas misumalpa como el misquito, el sumo y lenguas chibchas como el rama.
Dicha región fue explorada por Colón durante su cuarto viaje y perteneció durante la época imperial española al denominado Capitanía General de Guatemala, que anteriormente y por un breve período de tiempo, la había denominado como provincia de Taguzgalpa.
Por otra parte, el geólogo Jules Marcou escribió:

La Costa debe su nombre a sus habitantes autóctonos, kukra y rama, los indios miskitos, transliterado «misquitos» en español. Durante estas expediciones, los españoles denominaron a una «longa» franja costera como «costa de mosquitos» probablemente por metonimia y transliteración de las voces que oían emplear a los «naturales» sobre sí mismos o sobre sus vecinos, «en su propia lengua, que usaba ampliamente la fonética ‹k›».

### Piratería y guerra
Desde su universal conocimiento, esta costa fue muy codiciada por otras naciones y hostilizada la España de ultramar (Reinos castellanos de Indias, o virreinatos de la Monarquía) por diversos piratas multinacionales, literariamente denominados filibusteros en francés y bucaneros en inglés, auspiciados principalmente por Francia e Inglaterra, naciones que les expedían las patentes de corso, generándose la histórica piratería en el Caribe español (1521), y por otros corsarios directa o abiertamente al servicio de Inglaterra, tales como los mayestáticos Drake y Morgan. Ulteriormente, esta región fue atacada por varias naciones a través de la historia, entre ellas, Gran Bretaña desde 1655, cuando llegó al trono de «las Españas» el último de los Austrias, Carlos II el Hechizado.

### Protectorado británico

Bandera del Protectorado de la Costa de Misquitos entre 1824 y 1860 bajo la influencia británica.

En 1740 un rey misquito y la Corona británica sellaron un tratado de amistad y alianza formal, seguido del nombramiento de un superintendente británico residente en 1749, que formalizó un protectorado sobre la costa.
Tras la firma del Convención de Londres (1786), Gran Bretaña acordó evacuar todos los asentamientos británicos de Mosquitia. El retiro británico concluyó a finales de junio de 1787.

### Interludio español
Aunque España había reconocido formalmente la independencia del Reino de Mosquitia mediante la firma de un Tratado preliminar de Paz y Comercio en 1778, el virrey del Nuevo Reino de Granada, Francisco Gil de Taboada, propuso que la conquista de Mosquitia se llevara a cabo desde un gobierno colonial establecido en La Habana, Cuba, replicando la relación de dependencia que el reino había mantenido anteriormente con la Jamaica británica. Sin embargo, esta idea fue rechazada por la Corona española.
Desde Guatemala se protestó por la supuesta indisciplina del gobernador español designado en Bluefields, quien no era otro que Robert Hodgson Jr., exsuperintendente británico de la costa que había jurado recientemente fidelidad a España. No obstante, su lealtad y desempeño fueron defendidos por el nuevo virrey neogranadino José Manuel de Ezpeleta, sucesor de Gil de Taboada en 1789, quien consideraba que la influencia de Hodgson entre los miskitos era clave para evitar una insurrección. Hodgson Jr. era hijo de Robert Hodgson Sr., primer superintendente británico designado entre 1749 y 1759. Él mismo había ocupado el cargo entre 1767 y 1775, cuando sus enemigos políticos persuadieron a Lord George Germain de sustituirlo por James Lawrie, último superintendente británico antes de la evacuación y declarado adversario de los Hodgson.
España intentó ganarse el apoyo de la élite miskita ofreciendo regalos, como anteriormente lo había hecho Gran Bretaña, y promoviendo la educación de sus jóvenes en Guatemala, ya que muchos miskitos habían sido educados previamente en Jamaica. También llegaron misioneros católicos a la costa con el propósito de convertir a la población indígena durante este periodo. La aceptación del nuevo orden fue desigual y frecuentemente estuvo determinada por las tensiones internas dentro de la propia élite miskita, dividida entre las regiones del norte, controladas por los Sambu leales al rey George II Frederic (quien mantenía su simpatía hacia los británicos), y los Tawira del sur, alineados con el almirante Briton, quien estableció vínculos más estrechos con España y adoptó el nombre de Don Carlos Antonio Castilla tras su conversión al catolicismo.
Por otra parte, las autoridades españolas intentaron reemplazar a los colonos británicos evacuados con pobladores peninsulares. A partir de 1787, aproximadamente 1,200 colonos provenientes de la península ibérica y las Islas Canarias fueron trasladados a la región. Se establecieron en Sandy Bay, Cabo Gracias a Dios y Río Tinto, pero no en la nueva capital, Bluefields.

### Sublevación misquita
El proyecto de colonización sufrió varios reveses debido a que muchos de los colonos murieron durante el trayecto, y a que la Corona Misquita manifestó su descontento con los obsequios ofrecidos por los españoles. Los misquitos reanudaron el comercio con Jamaica y, al llegar la noticia de una nueva guerra anglo-española en 1797, el rey George II organizó un ejército para atacar a Bluefields, expulsó a Robert Hodgson Jr. del país y logró desalojar a los españoles del reino el 4 de septiembre de 1800. Sin embargo, el monarca murió repentinamente en octubre de 1800. Según el británico George Henderson, quien visitó a Mosquitia en 1804, muchos en el reino creían que George II había sido envenenado por su hermano Esteban como parte de un acuerdo con los españoles. Para evitar que Esteban tomara el poder, el General Robinson trasladó en secreto al joven heredero George Frederic Augustus II a Jamaica a través de Belice, donde estableció una regencia en su nombre.
Con la desaparición del poder español sobre Mosquitia y el rápido retorno de la influencia británica, la Capitanía General de Guatemala solicitó a España el control total de la costa. El colombiano Ricardo S. Pereira, escribiendo en 1883, consideró esta acción un error de cálculo por parte de la Real Audiencia de Guatemala, y argumentó que, de haber levantado un ejército e ingresado directamente a Mosquitia, nadie habría cuestionado que el territorio formaba parte de la Capitanía General una vez restaurado plenamente el poder español. En cambio, el gobierno español atendió los consejos previamente formulados por Gil de Taboada y Ezpeleta, y decidió rechazar la solicitud de Guatemala el 30 de noviembre de 1803, reafirmando el control militar del Virreinato de Nuevoa Granada sobre el Archipiélago de San Andrés, Providencia y Santa Catalina—usado por guardacostas neogranadinos como base contra corsarios británicos que a menudo operaban desde la propia Mosquitia—y transfiriendo también la jurisdicción militar de la zona suroriental de Mosquitia al Nuevo Reino de Granada, considerando esta región como una dependencia de San Andrés.
Si bien el dominio español nunca se restauró sobre Mosquitia—y, de hecho, los británicos ocuparon el archipiélago en 1806 durante el curso de la guerra contra España—el Real Decreto de 1803 se convirtió en el fundamento de posteriores disputas territoriales entre el Reino de Mosquitia y las Provincias Unidas de Centroamérica y Gran Colombia tras la independencia hispanoamericana, y posteriormente entre Nicaragua, Costa Rica, y Colombia durante el resto del siglo XIX.
Mientras tanto, el Príncipe Esteban, quien ejercía como regente del reino, junto con el Almirante Naul y el Capitán Mariano—hijo del gobernador de Tubapí—realizó una visita oficial al Reino de Guatemala en 1797. En 1815, el príncipe Esteban y otros 33 notables misquitos dieron su “consentimiento, aprobación y declaración a favor de” George Frederic Augustus II como su “rey soberano”. Su coronación en Belice el 16 de enero de 1816, concebida como un acto deliberado para asegurar el apoyo británico, marcó el fin de la regencia.
Mientras tanto, España perdió el control del Nuevo Reino de Granada en 1819, y de Centroamérica en 1821, cuando se proclamó el Primer Imperio Mexicano.

### Reaparición británica

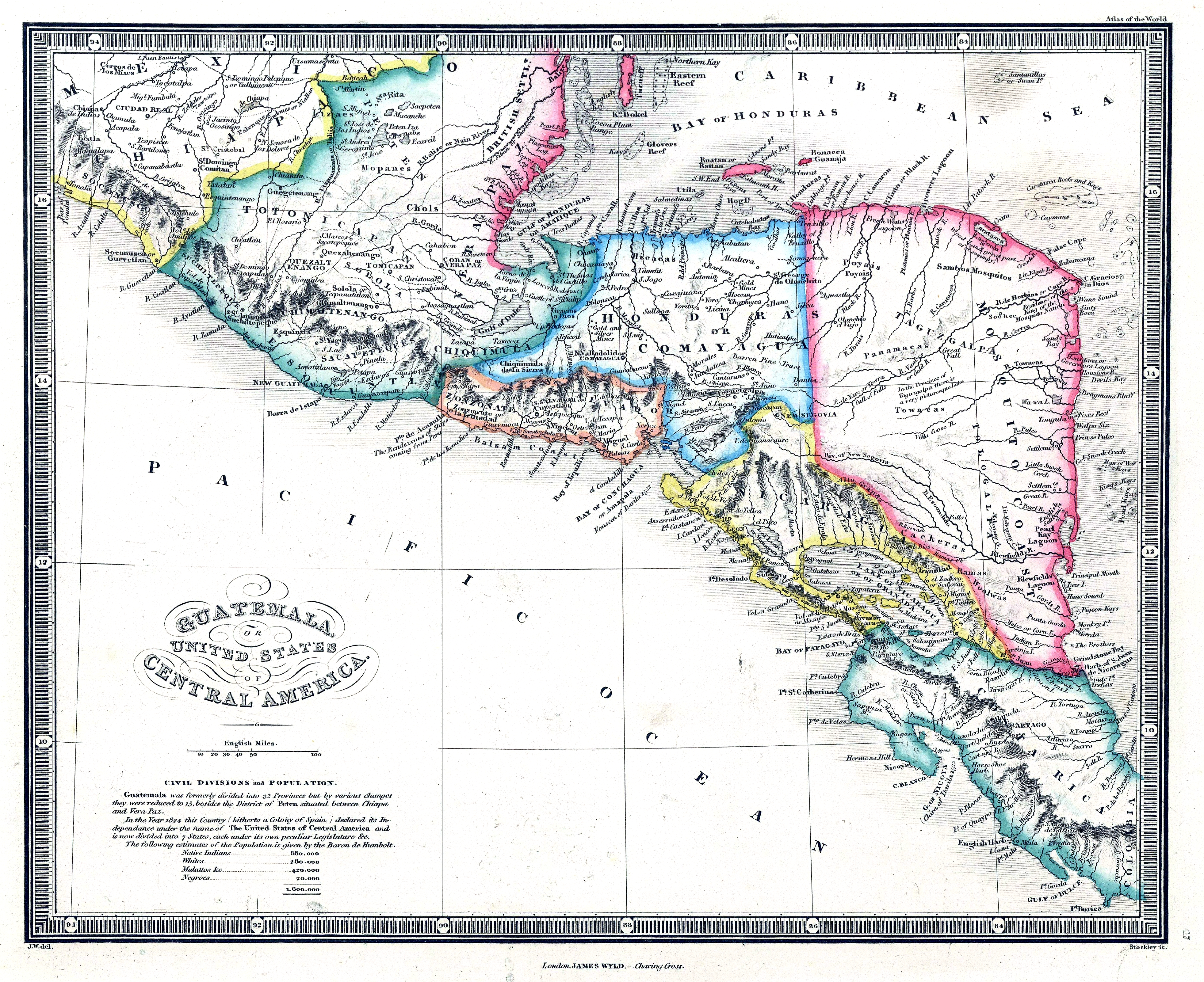
Territorios reclamados por el Imperio británico en Centroamérica a mediados del en rosa.

A medida que los conflictos internos se apoderaron de América Central después de la Independencia de Centroamérica del Imperio español en 1821, la posibilidad de cualquier amenaza potencial regional contra el Reino Mosquito disminuyó. Los reyes misquitos renovaron su alianza con Gran Bretaña, y Honduras británica (actual Belice) reemplazó a Jamaica como la principal conexión británica con el reino. La coronación de George Frederic Augustus I en Belice en 1816 fue imitada por su sucesor Robert Charles Frederic en 1845.

### Expansión económica

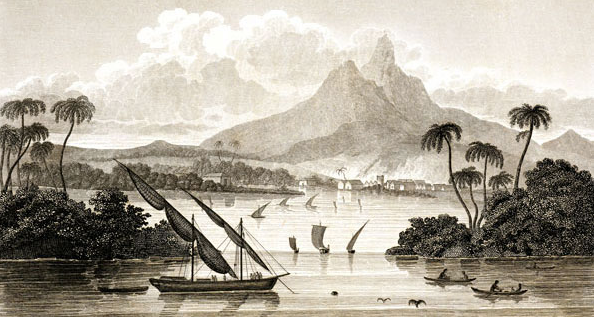
Vista panorámica de Black River, con el cerro Sugar Loaf al fondo

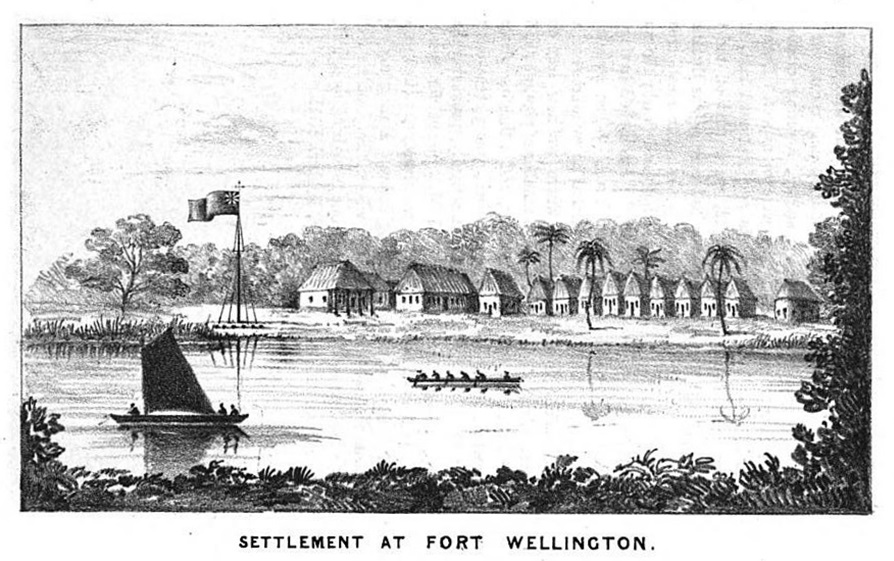
Fuerte Wellington en el río Tinto (Grabado que muestra el Fuerte Wellington (Poyais) en el río Tinto a mediados de la década de 1840.)

Los reyes misquitos permitieron el asentamiento de extranjeros en sus tierras siempre que se respetara su soberanía, oportunidad que fue aprovechada por comerciantes británicos y por pobladores garífunas procedentes de Trujillo, Honduras. Entre 1820 y 1837, el estafador escocés Gregor MacGregor fingió haber sido nombrado “Cacique de Poyais” por el rey George Frederic Augustus II, y vendió falsos títulos de tierras a colonos e inversionistas entusiastas en Gran Bretaña y Francia. La mayoría de estos colonos sufrió por la falta de infraestructura y murió a causa de enfermedades tropicales, ya que MacGregor les había hecho creer que se trataba de una región desarrollada que solo requería trabajadores calificados.
Durante las décadas de 1830 y 1840, el rey Robert Charles Frederic también designó a pequeños comerciantes, entre ellos William Hodgson y los hermanos Peter y Samuel Shepherd, como sus agentes para administrar sus reclamaciones de tributos e impuestos en tierras que se extendían hasta Bocas del Toro.
Al mismo tiempo, el comercio de caoba alcanzó su punto máximo en Europa, pero el suministro en Belice, uno de los principales exportadores, comenzaba a escasear. Mosquitia se convirtió en una fuente alternativa para los comerciantes y empresas madereras con base en Belice, quienes obtuvieron concesiones y títulos de tierras del propio Robert Charles Frederic. En 1837, Gran Bretaña comenzó a tomar medidas diplomáticas para evitar que las nuevas naciones que surgieron tras la disolución de la República Federal de Centroamérica (1838–1841) interfirieran con el reino miskito.
La expansión económica atrajo y se benefició de la llegada de capital estadounidense e inmigrantes procedentes de Estados Unidos, las Antillas, Europa, Siria y China. Fue especialmente numerosa la inmigración afrocaribeña, tras la abolición de la esclavitud en las colonias británicas y francesas en 1841, quienes se establecieron principalmente en Bluefields y sus alrededores, fusionándose con los descendientes de los esclavos que no fueron evacuados en 1786, dando origen a los criollos de Mosquitia. Debido a su mayor dominio del inglés, los criollos fueron rápidamente requeridos por las empresas extranjeras, ocupando los niveles intermedios en los negocios y relegando a los misquitos nativos a los puestos peor remunerados en la base.
En agosto de 1841, la fragata británica Tweed transportó al rey Robert Charles Frederic y al gobernador británico de Belice, Alexander MacDonald, para expulsar a los funcionarios nicaragüenses del puerto en la desembocadura del río San Juan. A solicitud de la población civil y de un capitán estadounidense de un bergantín de los Estados Unidos, el comandante nicaragüense del puerto, coronel Manuel Quijano, fue removido y posteriormente desembarcado en Cabo Gracias a Dios, desde donde tuvo que encontrar su camino de regreso a Nicaragua. El gobierno nicaragüense presentó una protesta, pero Gran Bretaña no tomó medidas contra MacDonald por el incidente.

### Misión diplomática renovada y oposición estadounidense
En 1844, Patrick Walker fue nombrado agente británico y cónsul general en el Reino de Mosquitia. El nombramiento estuvo motivado por el estado de anarquía en Mosquitia tras la muerte de Robert Charles Frederic, pero también por la inminente anexión estadounidense de Texas y el deseo británico de construir un canal a través de Centroamérica antes que los Estados Unidos.
El reino se proclamaba extendido desde Cabo Honduras al norte hasta la desembocadura del río San Juan al sur, y hacia el área alrededor de la laguna de Chiriquí. Nicaragua protestó nuevamente y envió fuerzas a San Juan del Norte, a lo que el rey misquito George Augustus Frederic II respondió con un ultimátum el 25 de octubre de 1847, exigiendo a Nicaragua “retirar el establecimiento nicaragüense de la desembocadura del río San Juan” antes del 1 de enero de 1848, o “se emplearán medios por la fuerza para mantener los derechos y la autoridad del rey.” El 8 de diciembre de 1847, el rey George expresó ante su Consejo de Estado la “recepción muy regia que había tenido en Jamaica y el trato particularmente amistoso y amable que había recibido del gobernador, su excelencia Sir Charles Grey,” y se resolvió que la ciudad en la desembocadura del San Juan se llamaría de ahora en adelante Grey Town.
Nicaragua apeló a los Estados Unidos, pero estos, entonces en guerra con México, no respondieron. Tras el vencimiento del ultimátum, las fuerzas misquito-británicas lideradas por el rey y Patrick Walker, y respaldadas por dos barcos de guerra británicos, tomaron Grey Town. También destruyeron Serapiqui, donde estaban internados los prisioneros británicos capturados durante el primer intento sobre Grey Town, y avanzaron hacia el Lago de Nicaragua, durante lo cual Walker se ahogó. El 7 de marzo Nicaragua firmó un tratado de paz cediendo Grey Town a Mosquitia.
Concluida la guerra entre México y Estados Unidos, el nuevo delegado estadounidense en Centroamérica, E. G. Squier, intentó que Nicaragua, El Salvador y Honduras formaran un frente común contra los británicos, quienes amenazaban con anexar la Isla Tigre en la costa pacífica de Honduras. Tras un casi enfrentamiento entre fuerzas británicas y estadounidenses en Isla Tigre, ambos gobiernos reprendieron a los comandantes y concluyeron el Tratado Clayton–Bulwer el 18 de abril de 1850. En este documento, las dos potencias se comprometieron a garantizar la neutralidad y el uso igualitario del canal propuesto, y a no “ocupar, fortificar, colonizar, asumir o ejercer ningún dominio sobre Nicaragua, Costa Rica, la Costa de Mosquito o cualquier parte de Centroamérica,” ni utilizar ningún protectorado o alianza, presente o futura, con tales fines.
Estados Unidos asumió que esto implicaba la evacuación inmediata de los británicos de Mosquitia, mientras que los británicos argumentaron que solo les prohibía expandirse más en Centroamérica y que tanto el protectoradato de larga data como el tratado de paz de 1848 seguían vigentes. El 21 de noviembre, el vapor estadounidense Prometheus fue atacado por un buque británico por no pagar tarifas portuarias en Grey Town. Entre los pasajeros estaba Cornelius Vanderbilt, magnate de negocios y una de las personas más ricas de Estados Unidos. El gobierno británico pidió disculpas tras el envío de dos goletas armadas estadounidenses a la zona.
Otros incidentes ocurrieron en años posteriores. En 1852, Gran Bretaña ocupó las Islas de la Bahía frente a la costa de Honduras y rechazó las protestas estadounidenses alegando que habían sido parte de Belice antes del tratado. El representante estadounidense en Nicaragua, Solon Borland, consideró que el tratado había sido violado y abogó abiertamente por la anexión de Nicaragua y Centroamérica por parte de Estados Unidos, por lo que fue obligado a renunciar. En 1853, los edificios de la Accessory Transit Company, propiedad estadounidense, en Grey Town fueron saqueados y destruidos por la población local. En 1854, un capitán estadounidense mató a un criollo de Grey Town, y Borland, que permaneció en la ciudad tras su renuncia, evitó la detención por asesinato amenazando al alguacil y sus hombres con un rifle, argumentando que no tenían autoridad para arrestar a un ciudadano estadounidense. Aunque no tenía cargo oficial, Borland ordenó a 50 pasajeros estadounidenses con destino a Nueva York quedarse en tierra para “proteger los intereses de EE. UU.” mientras él partía a Estados Unidos por ayuda. En un ejemplo de diplomacia de cañonero, los estadounidenses enviaron el USS Cyane y exigieron 24,000 dólares en indemnizaciones, una disculpa y una promesa de buen comportamiento futuro. Al no cumplirse, la tripulación bombardeó Grey Town, desembarcó y quemó la ciudad por completo. Los daños fueron extensos, pero no hubo víctimas mortales. Con la atención británica centrada en la guerra de Crimea y la firme oposición de la clase mercantil británica a un conflicto con Estados Unidos, el gobierno británico solo protestó y exigió una disculpa que nunca recibió.
Para 1859, la opinión pública británica ya no apoyaba la presencia en Mosquitia. El gobierno británico devolvió las Islas de la Bahía y cedió la parte norte de Mosquitia a Honduras, negociando con Guatemala para ampliar el territorio británico en Belice como compensación. Al año siguiente, Gran Bretaña firmó el Tratado de Managua, cediendo la parte central de Mosquitia a Nicaragua.

### Llegada de la Iglesia Morava
En la década de 1840, dos ciudadanos británicos que recorrieron Europa promoviendo la venta de tierras en Cabo Gracias a Dios atrajeron el interés del príncipe Carlos de Prusia. El primer plan de Carlos fue establecer un asentamiento prusiano en la zona y envió a tres comerciantes alemanes para estudiar esta posibilidad sobre el terreno. Su dictamen fue en contra de la colonización, pero la sugerencia de evangelizar a Mosquitia fue asumida por el príncipe de Schönburg-Waldenburg, quien delegó la tarea a la Iglesia Morava. Los primeros misioneros llegaron en 1848 con una carta de recomendación de Lord Palmerston y comenzaron a trabajar en 1849 en Bluefields, enfocándose primero en la familia real y los criollos, antes de expandirse al resto del reino. En 1880, la misión contaba con 1,030 miembros, compuestos mayormente por criollos urbanos. Para 1890, la membresía ascendió a 3,924, compuesta principalmente por misquitos y nativos rurales.

### Tratado de Managua

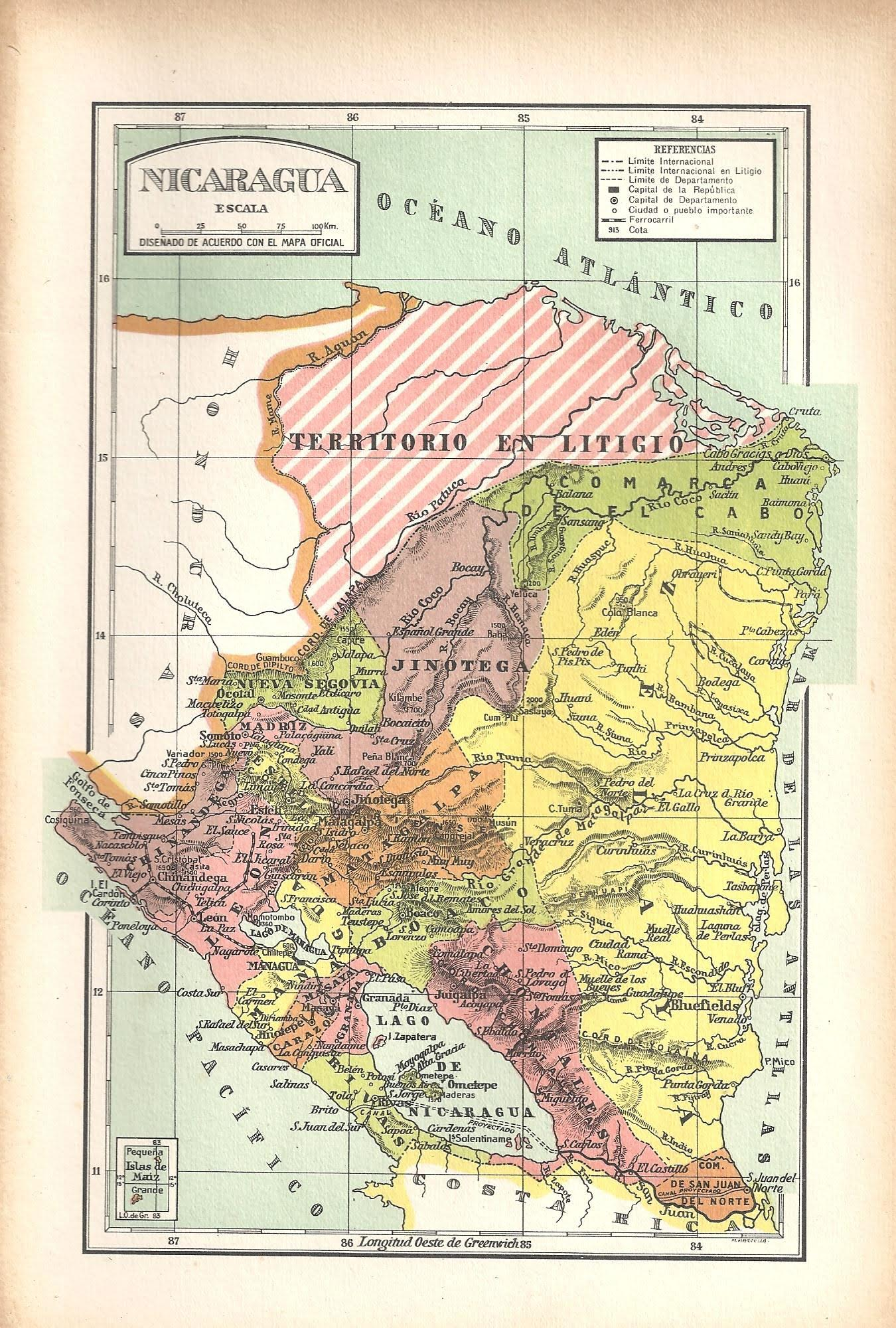
Mapa de Nicaragua en 1894.

Gran Bretaña y Nicaragua firmaron el Tratado de Managua el 28 de enero de 1860, mediante el cual se transfirió la suzeranía sobre la parte central de Mosquitia, entre Cabo Gracias a Dios y Grey Town, a Nicaragua. Los intentos por decidir la soberanía sobre la orilla norte del río Wangki, que divide Cabo Gracias a Dios en dos, comenzaron en 1869, pero no se resolverían hasta noventa y un años después, cuando la Corte Internacional de Justicia falló a favor de Honduras.

Bandera de la Reserva Mosquito.

El tratado de 1860 también reconoció que el Reino de Mosquitia, ahora reducido en tamaño, se convertiría en un distrito autónomo, usualmente llamado Reserva Mosquito o Mosquito Reserve, y fue descrito como un imperium in imperio. La constitución municipal de la reserva, firmada el 13 de septiembre de 1861, confirmó a George Augustus Frederic II como gobernante del territorio y sus habitantes, cambiando además su título de rey a Jefe Hereditario; y que dicho jefe hereditario sería asesorado por un consejo de 41 miembros elegidos por un periodo de ocho años. La composición de este consejo no se limitó a misquitos: el primer consejo incluyó a varios misioneros moravos y su primera sesión comenzó con una oración en esta denominación. En compensación por sus pérdidas, George Augustus Frederic II recibiría un pago anual de £1000 hasta 1870 por parte del gobierno nicaragüense.
La muerte de George Augustus Frederic II en 1865, tras haber transcurrido solo la mitad del tiempo, provocó una disputa entre Nicaragua y el gobierno de la reserva. Como indica su nombre, la posición de jefe hereditario no era completamente electiva como el título de rey que la precedió, sino que debía ser ocupada por un miembro de la línea de George Augustus Frederic II con ascendencia misquita completa. El consejo argumentó que ninguna de las esposas de George Augustus Frederic II era misquita y que ninguno de sus hijos era elegible por tal motivo. La elección de William Henry Clarence como nuevo jefe, sobrino de George Augustus Frederic II por su segunda hermana, no fue reconocida por Nicaragua. William Henry Clarence solicitó apoyo a Gran Bretaña, acusando a Nicaragua de incumplir los términos del tratado de 1860 y amenazar la autonomía del distrito, además de quejarse por la creciente inmigración nicaragüense y la inestabilidad política en Nicaragua, lo que ponía en riesgo la paz dentro de la reserva.
En 1881, Nicaragua y Gran Bretaña acordaron someter los puntos más controversiales del tratado de 1860 a la arbitraje del emperador Francisco José I de Austria-Hungría. Su decisión, publicada el 2 de julio, coincidió en gran medida con los intereses misquitos —y por extensión, británicos—. El arbitraje decidió que:
- “La soberanía de la República de Nicaragua, reconocida por los artículos I y II del Tratado de Managua del 28 de enero de 1860, no es plena e ilimitada respecto al territorio asignado a los indios mosquitos, sino que está limitada por el autogobierno concedido a los indios mosquitos en el artículo III de este tratado.”
- Nicaragua tenía derecho a izar su bandera en cualquier parte del territorio.
- Nicaragua podía mantener un comisionado en el territorio para defender sus intereses nacionales.
- Los misquitos también podían izar su propia bandera en el territorio, siempre que ésta incluyera alguna señal de la suzeranía nicaragüense. Se alcanzó un compromiso al modificar el pabellón usado durante el protectorado británico (diseñado por Patrick Walker), pero reemplazando la Union Flag del cantón por la bandera de Nicaragua.
- Nicaragua no podía otorgar concesiones para la extracción de recursos naturales en el territorio. Este derecho correspondía exclusivamente a la Autoridad Municipal para el Gobierno de la Reserva Mosquito.
- Nicaragua no podía regular el comercio misquito, ni gravar las importaciones o exportaciones del territorio.
- Nicaragua debía pagar el dinero adeudado al jefe misquito.
- Nicaragua no podía limitar o gravar las mercancías importadas o exportadas a través del puerto de Grey Town, salvo que dichas mercancías fueran hacia o desde territorio nicaragüense fuera de la reserva.

### Anexión a Nicaragua
Cuando en 1894 Rigoberto Cabezas lideró una campaña para anexar la reserva, los nativos respondieron con enérgicas protestas, un llamado a Gran Bretaña para que los protegiera, y una resistencia más militante, aunque con poco éxito. La situación fue tal que, desde el 6 de julio hasta el 7 de agosto, Estados Unidos ocupó Bluefields para "proteger los intereses estadounidenses". Después de disfrutar de casi completa autonomía durante 34 años, el 20 de noviembre de 1894 su territorio fue incorporado al de la república de Nicaragua por el presidente nicaragüense José Santos Zelaya. La mayor parte de la región central de Mosquitia fue establecida como el departamento de Zelaya. 
Durante la década de 1980, el departamento fue disuelto y sustituido por la Región Autónoma del Atlántico Norte (RAAN) y la Región Autónoma del Atlántico Sur (RAAS). Estas regiones fueron renombradas en 2014 como Región Autónoma de la Costa Caribe Norte (RACCN) y Región Autónoma de la Costa Caribe Sur (RACCS).

## Descripción geográfica y población
A veces se aplica el nombre a toda la costa este de Nicaragua, incluso hasta la Mosquitia en Honduras, pero más exactamente, la Costa de Mosquitos era una estrecha franja de territorio costera del Mar Caribe que se extendía desde la coordenada de latitud 11°45′ hasta la 14°10′ N. Se metía tierra adentro unos 70 kilómetros y medía unos 400 kilómetros de norte a sur.
La ciudad más importante del territorio era Bluefields, o Blewfields, que disponía de una buena bahía para atracar y servía de capital.
Actualmente, los indios misquitos están divididos en varias tribus, son de pequeña estatura y piel oscura. Se cree que la han adquirido debido al mestizaje con esclavos de origen africano que naufragaron en la zona. Por este motivo, también se les llamó zambos mosquitos.